# 레콜레타 (칠레)
레콜레타(스페인어: Recoleta)는 칠레 산티아고 수도주 산티아고 현의 코무나이다.